# Campionato Italiano Supermoto 2007
Il Campionato Italiano Supermoto 2007 vede il trionfo in S2 di Davide Gozzini (TM) al suo primo titolo italiano, mentre nell'internazionale vince il campione del mondo Gerald Delepine (Husqvarna).
In S1 invece Fabio Balducci (TM) vince il suo secondo titolo ma l'internazionale va al tedesco Bernd Hiemer (KTM).

## Gare del 2007
|   | Nome   | Località                 | Data        |
| - | ------ | ------------------------ | ----------- |
| 1 | Italia | Franciacorta             | 25 marzo    |
| 2 | Italia | Latina                   | 22 aprile   |
| 3 | Italia | Busca                    | 17 giugno   |
| 4 | Italia | Pomposa                  | 1º luglio   |
| 5 | Italia | Jesolo                   | 2 settembre |
| 6 | Italia | Castelletto di Branduzzo | 14 ottobre  |

## S1

### Principali piloti iscritti alla S1 nel 2007
|     | Pilota                | Costruttore                | Moto                    |
| --- | --------------------- | -------------------------- | ----------------------- |
| 5   | Paolo Gaspardone      | Honda HM Assomotor         | CR-F 450                |
| 30  | Ivan Lazzarini        | Yamaha Evolution           | YZ-F 450                |
| 38  | Fabio Balducci        | TM Racing Factory          | SMX 450 Factory         |
| 69  | Christian Ravaglia    | Yamaha Evolution           | YZ-F 450                |
| 89  | Marco Dondi           | Aprilia PMR Moto           | SXV 450                 |
| 100 | Eddy Seel             | Suzuki Rigo Racing         | RM-Z 450                |
| 101 | Thierry Van Den Bosch | Aprilia Off Road Factory   | VDB Replica 450 Factory |
| 112 | Bernd Hiemer          | KTM Italia Red Bull Miglio | SMR 450 Factory         |
| 121 | Massimo Beltrami      | Honda HM Assomotor         | CRM 450RR               |

### Classifica Italiano S1 (Top 5)
| Pos | Pilota             | Moto/Team                  | ITA 1a | ITA 1b | ITA 2a | ITA 2b | ITA 3a | ITA 3b | ITA 4a | ITA 4b | ITA 5a | ITA 5b | ITA 6a | ITA 6b | Punti |
| --- | ------------------ | -------------------------- | ------ | ------ | ------ | ------ | ------ | ------ | ------ | ------ | ------ | ------ | ------ | ------ | ----- |
| 1   | Mirko Centini      | TM Racing Factory          | 2      | 2      | 2      | 1      | 3      | 2      | 1      | 1      | 2      | 3      | 3      | 1      | 270   |
| 2   | Massimo Beltrami   | Honda HM Giletti Assomotor | 1      | 1      | 1      | 3      | 1      | 1      | 19     |        | 1      | 2      | 10     | 4      | 223   |
| 3   | Ivan Lazzarini     | Yamaha Evolution           | 16     | 3      | 3      | 2      | 2      | 3      | 2      | 2      | 4      | rit.   | 1      | 2      | 201   |
| 4   | Christian Ravaglia | Yamaha Evolution           | 5      | 4      | 4      | 5      | 6      | 4      | 18     | 3      | 3      | 1      | 2      | 8      | 191   |
| 5   | Matteo Piva        | Kawasaki KL Nastedo        | 3      | 5      | 8      | 6      | 7      | 7      | 3      | 5      | 5      | 4      | 9      | 7      | 182   |
| Pos | Pilota             | Moto                       | ITA 1a | ITA 1b | ITA 2a | ITA 2b | ITA 3a | ITA 3b | ITA 4a | ITA 4b | ITA 5a | ITA 5b | ITA 6a | ITA 6b | Punti |

### Classifica Internazionale d'Italia S1 (Top 5)
| Pos | Pilota                | Moto/Team                  | ITA 1a | ITA 1b | ITA 2a | ITA 2b | ITA 3a | ITA 3b | ITA 4a | ITA 4b | ITA 5a | ITA 5b | ITA 6a | ITA 6b | Punti |
| --- | --------------------- | -------------------------- | ------ | ------ | ------ | ------ | ------ | ------ | ------ | ------ | ------ | ------ | ------ | ------ | ----- |
| 1   | Bernd Hiemer          | KTM Italia Red Bull Miglio | 5      | 4      | 6      | 4      | 1      | 2      | 4      | 3      | 1      | 2      | 1      | 1      | 249   |
| 2   | Fabio Balducci        | TM Racing Factory          | 4      | 5      | 5      | 5      | 5      | 4      | 1      | 2      | 3      | 5      | 4      | 2      | 223   |
| 3   | Thierry Van Den Bosch | Aprilia Off Road Factory   | rit.   | 3      | 1      | 1      | 2      | 1      | 2      | 1      | rit.   | 1      | 7      | 4      | 221   |
| 4   | Massimo Beltrami      | Honda HM Giletti Assomotor | 2      | 2      | 4      | 7      | 3      | 3      | 21     |        | 2      | 4      | 13     | 6      | 179   |
| 5   | Ivan Lazzarini        | Yamaha Evolution           | 21     | 7      | 7      | 6      | 4      | 5      | 3      | 4      | 5      | rit.   | 2      | 3      | 173   |
| Pos | Pilota                | Moto                       | ITA 1a | ITA 1b | ITA 2a | ITA 2b | ITA 3a | ITA 3b | ITA 4a | ITA 4b | ITA 5a | ITA 5b | ITA 6a | ITA 6b | Punti |

## S2

### Principali piloti iscritti alla S2 nel 2007
|     | Pilota              | Costruttore              | Moto             |
| --- | ------------------- | ------------------------ | ---------------- |
| 2   | Simone Girolami     | Husaberg IPA WP Factory  | FS 620 Factory   |
| 4   | Robert Baraccani    | Husaberg IPA WP Factory  | FS 620 Factory   |
| 57  | Attilio Pignotti    | KTM Italia Miglio Racing | SMC 650          |
| 69  | Davide Gozzini      | TM Racing Factory        | SMX 660 Factory  |
| 71  | Andrea Occhini      | Husaberg IPA WP Factory  | FS 550 Factory   |
| 81  | Luca Minutilli      | Aprilia H2O Racing       | SXV 550          |
| 88  | Lorenzo Mariani     | TM MRC Racing            | SMX 660          |
| 91  | Giovanelli Emanuele | Husaberg IPA WP Factory  | FS 620 Factory   |
| 100 | Gerald Delepine     | Husqvarna CH Racing      | SM 660RR Factory |
| 125 | Max Verderosa       | Honda Verderosa Racing   | CR-F 490         |

### Classifica Italiano S2 (Top 5)
| Pos | Pilota              | Moto/Team                | ITA 1a | ITA 1b | ITA 2a | ITA 2b | ITA 3a | ITA 3b | ITA 4a | ITA 4b | ITA 5a | ITA 5b | ITA 6a | ITA 6b | Punti |
| --- | ------------------- | ------------------------ | ------ | ------ | ------ | ------ | ------ | ------ | ------ | ------ | ------ | ------ | ------ | ------ | ----- |
| 1   | Davide Gozzini      | TM Racing Factory        | 3      | rit.   | 1      | 1      | 6      | 2      | 1      | 1      | 1      | 1      | 1      | 1      | 257   |
| 2   | Attilio Pignotti    | KTM Italia Miglio Racing | 2      | 1      | 2      | 17     | 1      | 1      | 3      | 6      | 2      | 3      | 2      | 2      | 244   |
| 3   | Luca Minutilli      | Aprilia H2O Racing       | 5      | 5      | 6      | 5      | 5      | 7      | 7      | 5      | 6      | 8      | 6      | 5      | 182   |
| 4   | Emanuele Giovanelli | Husaberg IPA WP Factory  | 7      | 6      | 7      | 11     | 9      | 8      | 4      | 3      | 7      | 6      | 7      | 11     | 169   |
| 5   | Lorenzo Mariani     | TM MRC Racing            | 6      | 12     | 4      | 8      | 4      | 4      | 2      | 2      | 17     | 5      | 15     | 16     | 166   |
| Pos | Pilota              | Moto                     | ITA 1a | ITA 1b | ITA 2a | ITA 2b | ITA 3a | ITA 3b | ITA 4a | ITA 4b | ITA 5a | ITA 5b | ITA 6a | ITA 6b | Punti |

### Classifica Internazionale d'Italia S2 (Top 5)
| Pos | Pilota              | Moto/Team                | ITA 1a | ITA 1b | ITA 2a | ITA 2b | ITA 3a | ITA 3b | ITA 4a | ITA 4b | ITA 5a | ITA 5b | ITA 6a | ITA 6b | Punti |
| --- | ------------------- | ------------------------ | ------ | ------ | ------ | ------ | ------ | ------ | ------ | ------ | ------ | ------ | ------ | ------ | ----- |
| 1   | Gerald Delepine     | Husqvarna CH Racing      | 1      | 1      | 9      | 2      | 2      | 1      | 2      | 1      | 1      | 1      | 2      | 1      | 275   |
| 2   | Davide Gozzini      | TM Racing Factory        | 6      | rit.   | 1      | 1      | 7      | 3      | 1      | 2      | 3      | 3      | 1      | 2      | 233   |
| 3   | Attilio Pignotti    | KTM Italia Miglio Racing | 5      | 3      | 2      | 19     | 1      | 2      | 4      | 7      | 4      | 5      | 3      | 3      | 213   |
| 4   | Luca Minutilli      | Aprilia H2O Racing       | 8      | 9      | 6      | 6      | 6      | 8      | 8      | 6      | 8      | 10     | 7      | 7      | 163   |
| 5   | Emanuele Giovanelli | Husaberg IPA WP Factory  | 10     | 10     | 7      | 13     | 11     | 9      | 5      | 4      | 10     | 8      | 8      | 13     | 145   |
| Pos | Pilota              | Moto                     | ITA 1a | ITA 1b | ITA 2a | ITA 2b | ITA 3a | ITA 3b | ITA 4a | ITA 4b | ITA 5a | ITA 5b | ITA 6a | ITA 6b | Punti |